# Max: The Curse of Brotherhood
Max: The Curse of Brotherhood è un videogioco uscito nel 2013 e sviluppato da Press Play per Xbox 360. Nel 2014 sono uscite le versioni per Xbox One, PC, PlayStation 4, Nintendo Switch e iOS. Il gioco è un seguito di Max & the Magic Marker.

## Trama
Max, il protagonista del prequel, ritorna a casa dopo una giornata di scuola e trova suo fratello minore Felix che gioca nella sua camera e distrugge i suoi giocattoli preferiti. Max, annoiato dalla presenza del suo fratellino, cerca su internet un metodo per sbarazzarsi di lui e trova un incantesimo che promette di far scomparire suo fratello. Non appena Max finisce di leggerlo, dalla camera si apre un portale e dei giganteschi artigli rapiscono Felix. Max, dopo aver realizzato quello che ha appena fatto, senza esitazione segue suo fratello gettandosi nel portale per recuperarlo. Questo lo porterà in un mondo magico e ostile al tempo stesso, combattendo contro Lord Mustacho e i suoi scagnozzi.

## Modalità di gioco
Utilizzando il Magic Marker, un pennarello che permette di disegnare ponti, liane, corsi d'acqua e rocce, il protagonista può interagire con il paesaggio circostante, cancellando ostacoli o creando supporti a seconda dei contesti. 